# Um Novo Tempo (partido)
Um Novo Tempo ou Un Nuevo Tiempo é um partido político da Venezuela criado em 1999. Reivindica oferecer uma alternativa ao governo de Hugo Chávez.
Nas eleições legislativas, 30 de Julho de 2000, o partido ganhou 4 assentos da Assembleia Nacional de Venezuela.
O candidato presidencial  deste partido para as eleições presidenciais de 2006 e principal opositor foi o governador do Estado Zulia, Manuel Rosales. Nas eleições presidenciais o partido recebeu 1.546.412 votos um 13,36% (2º despois do Movimiento V República).

## Ligação externa
- Página de Manuel Rosales

1. ↑  IWANOWSKI, Z.W. (2018). «POLITICAL PARTIES OF VENEZUELA IN THE CONDITIONS OF POLARIZATION». Consultado em 20 de setembro de 2024